# Gomesa messmeriana
Gomesa messmeriana är en orkidéart som först beskrevs av Marcos Antonio Campacci, och fick sitt nu gällande namn av Laitano. Gomesa messmeriana ingår i släktet Gomesa och familjen orkidéer. Inga underarter finns listade i Catalogue of Life.

## Bildgalleri

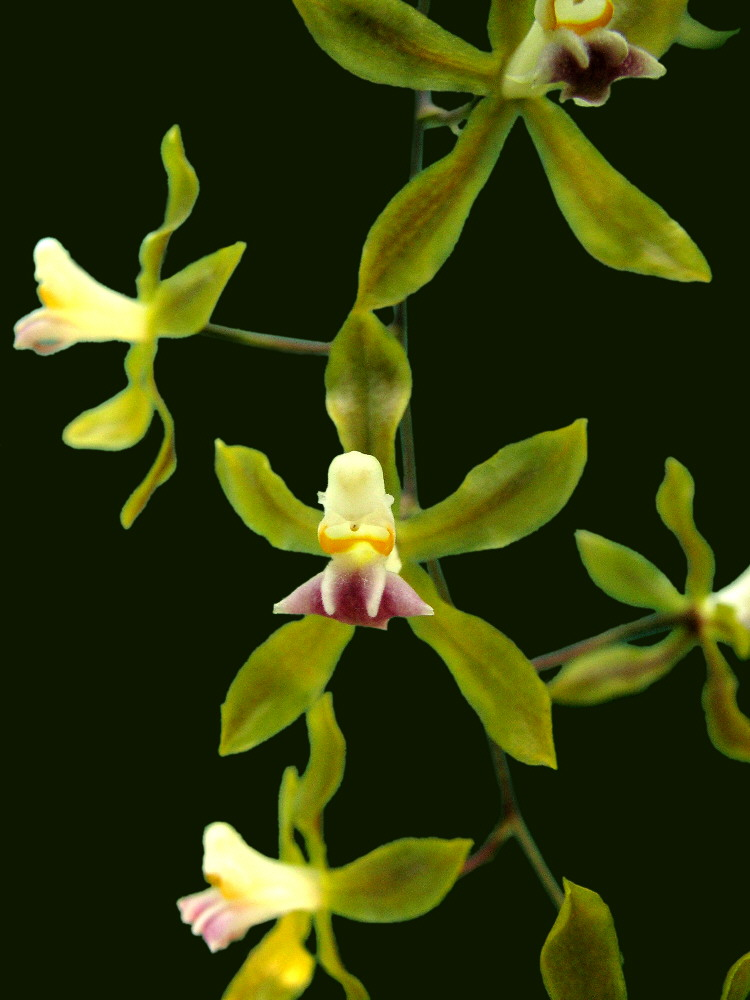